# Issus walkeri
Issus walkeri är en insektsart som beskrevs av Metcalf 1958. Issus walkeri ingår i släktet Issus och familjen sköldstritar. Inga underarter finns listade i Catalogue of Life.